# Loktjärnen (Hammerdals socken, Jämtland)
Loktjärnen är en sjö i Strömsunds kommun i Jämtland och ingår i Indalsälvens huvudavrinningsområde.